# Riječani (Laktaši, BiH)
Riječani su naseljeno mjesto u sastavu Grada Laktaši, Republika Srpska, BiH.

## Stanovništvo
| Riječani           |             |
| godina popisa      | 1991.       |
| Srbi               | 85 (72,03%) |
| Hrvati             | 0           |
| Muslimani          | 11 (9,32%)  |
| Jugoslaveni        | 4 (3,39%)   |
| ostali i nepoznato | 18 (15,25%) |
| ukupno             | 118         |